# Jane Miller Thengberg
Jane Miller Thengberg, född Miller 22 mars 1822 i Greenock, Skottland, död 2 maj 1902 i Uppsala, var en svensk pedagog. Hon grundade Klosterskolan i Uppsala och var dess föreståndare 1855–1863, var föreståndare för Högre lärarinneseminariet i Stockholm 1863–1868, och var 1895 en av initiativtagarna till Fackskolan för huslig ekonomi i Uppsala.
Hennes föräldrar var skeppstimmermannen i brittiska örlogsflottan John Miller och svenskan Christina Jansson. Efter faderns död följde hon modern till Sverige 1834. Hon arbetade som guvernant innan hon gifte sig med bibliotekarien och läraren magister Pehr Adrian Thengberg 1854 i Uppsala. Där introducerades hon i kulturella kretsar. Hon påverkades av debatten om kvinnors undervisning – tidens flickskolorna ansågs i allmänhet ge en ytlig och onyttig bildning, och hon fick ambitionen att grunda en ny slags flickskola med seriös bildning. 1855 hade hon köpt gården Klostret och öppnade där sin skola. Klosterskolan varade kort tid men ansågs banbrytande i Sverige: den hade fyra tvååriga klasser, blev förebild för den åttaklassiga flickskolan och ansågs under sin samtid vara Sveriges kanske bästa flickskola och den som gav mest rationell undervisning.
Hon hade från 1857 också bedrivit en utbildning för kvinnliga lärare vid sin skola, och 1863 blev hon utsedd till Hilda Elfvings efterträdare som föreståndare för det nyligen grundade Högre lärarinneseminariet i Stockholm. Denna hade bedrivits provisoriskt de första åren 1861–1863, och det blev hennes uppgift att organisera den. Hon arbetade fram ett reglemente för skolan som organiserades dess verksamhet år 1864. Reglementet möttes av opposition och ledde till en häftig tidningsdebatt, som anses ha orsakats av hämndlystnad från före detta manliga lärare vid skolan. Hon stöddes under debatten av Fredrika Bremer. Hennes nya organisation uppfattades som en stor innovation och studiebesök vid skolan gjordes från hela landet. På hennes rekommendation efterträddes hon som föreståndare av Ernst Olbers med Regina Pallin och Hilda Caselli som biträdande föreståndare.
Jane Miller Thengberg, som hade blivit änka 1859, gifte om sig 1868 med läraren vid seminariet Carl Norrby. Åren 1872–1879 bodde hon med honom på Gotland, och ordnade sedan genom sina kontakter en tjänst åt honom i Uppsala. Hon deltog fortsatt aktivt i den allmänna debatten om undervisning i Sverige.